# Otto Waalkes

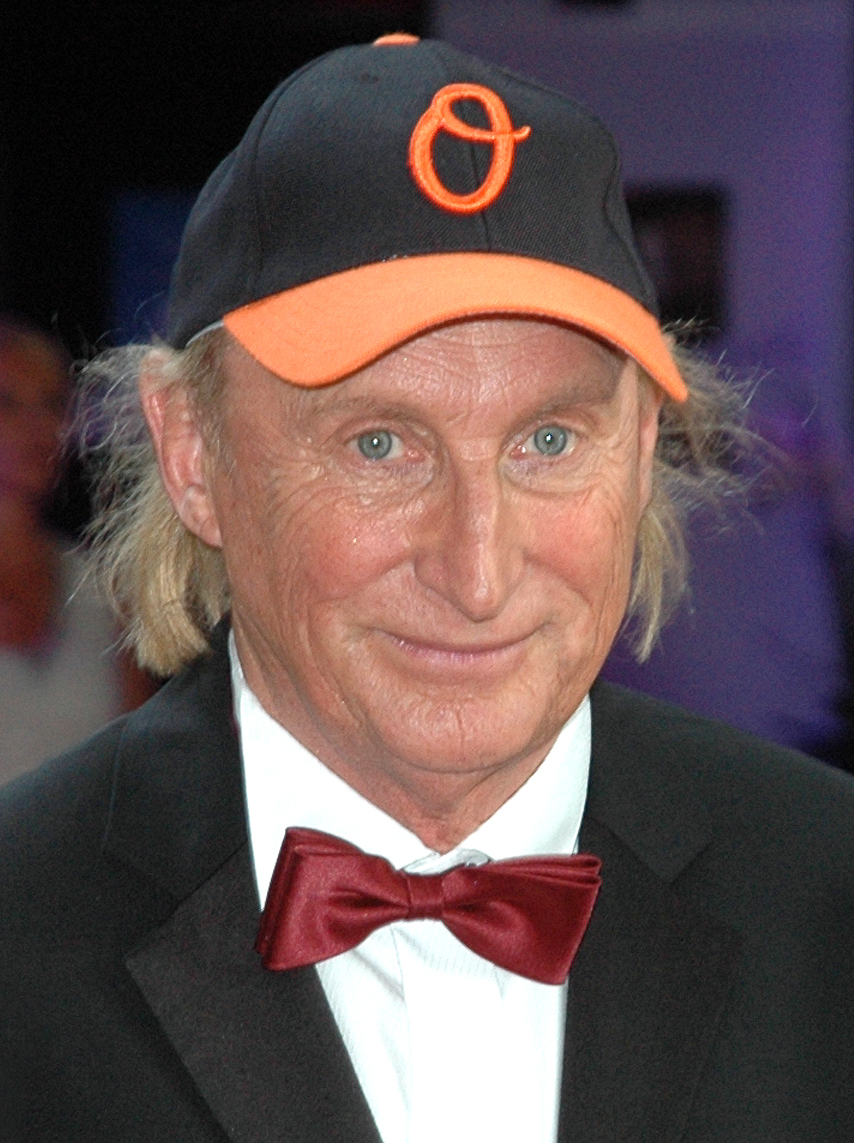
Waalkes beim Filmfest München (2014)

Otto Gerhard Waalkes (* 22. Juli 1948 in Emden), häufig einfach nur Otto genannt, ist ein deutscher Komiker, Comiczeichner, Maler, Musiker, Schauspieler, Regisseur, Synchronsprecher und Webvideoproduzent.

## Leben

### Herkunft und Jugend
Otto Waalkes wurde als zweiter Sohn des Malermeisters Karl Waalkes (1912–1993) und seiner Frau Adele, geborene Lüpkes (1910–1996), in Emden geboren und wuchs dort zusammen mit seinem älteren Bruder Karl-Heinz im Arbeiterstadtteil Transvaal auf. Die Eltern waren Baptisten und Mitglieder der Emder Evangelisch-Freikirchlichen Gemeinde, deren Sonntagsschule Otto besuchte. Das erste Mal trat er im Alter von elf Jahren öffentlich auf, als er in einem Emder Kaufhaus u. a. den Babysitter-Boogie vortrug und dafür mit einem Gutschein über 30 Mark und dem Buch Meuterei auf der Bounty belohnt wurde. Im Alter von zwölf Jahren bekam er seine erste Gitarre. 1968 bestand Waalkes am Gymnasium für Jungen in Emden die Abiturprüfung.

### Privates
In den 1970er Jahren wohnte Waalkes mit vierzehn Mitbewohnern – unter anderen Udo Lindenberg, Marius Müller-Westernhagen, Steffi Stephan und Günter Fink – in der Künstler-Wohngemeinschaft Villa Kunterbunt in Hamburg-Winterhude. Er lebt in Hamburg-Blankenese; sein Nachbar ist der Liedermacher Rolf Zuckowski.
Waalkes war ab 1984 mit Manuela „Manou“ Ebelt (* 1964) liiert. Das Paar heiratete 1987 und bekam im selben Jahr Sohn Benjamin Karl Otto Gregory. 1992 erfolgte die Trennung, 1999 die Scheidung. Ein Jahr später feierte Waalkes mit der Schauspielerin Eva Hassmann (* 1972), die er 1999 während der Dreharbeiten von Otto – Der Katastrofenfilm kennenlernte, in Jork Hochzeit. Sie führten nach eigenen Angaben eine offene Ehe, in der sie oft an verschiedenen Orten lebten. Das Paar trennte sich Anfang November 2011 offiziell. Im November 2012 wurde die Ehe geschieden.

## Wirken

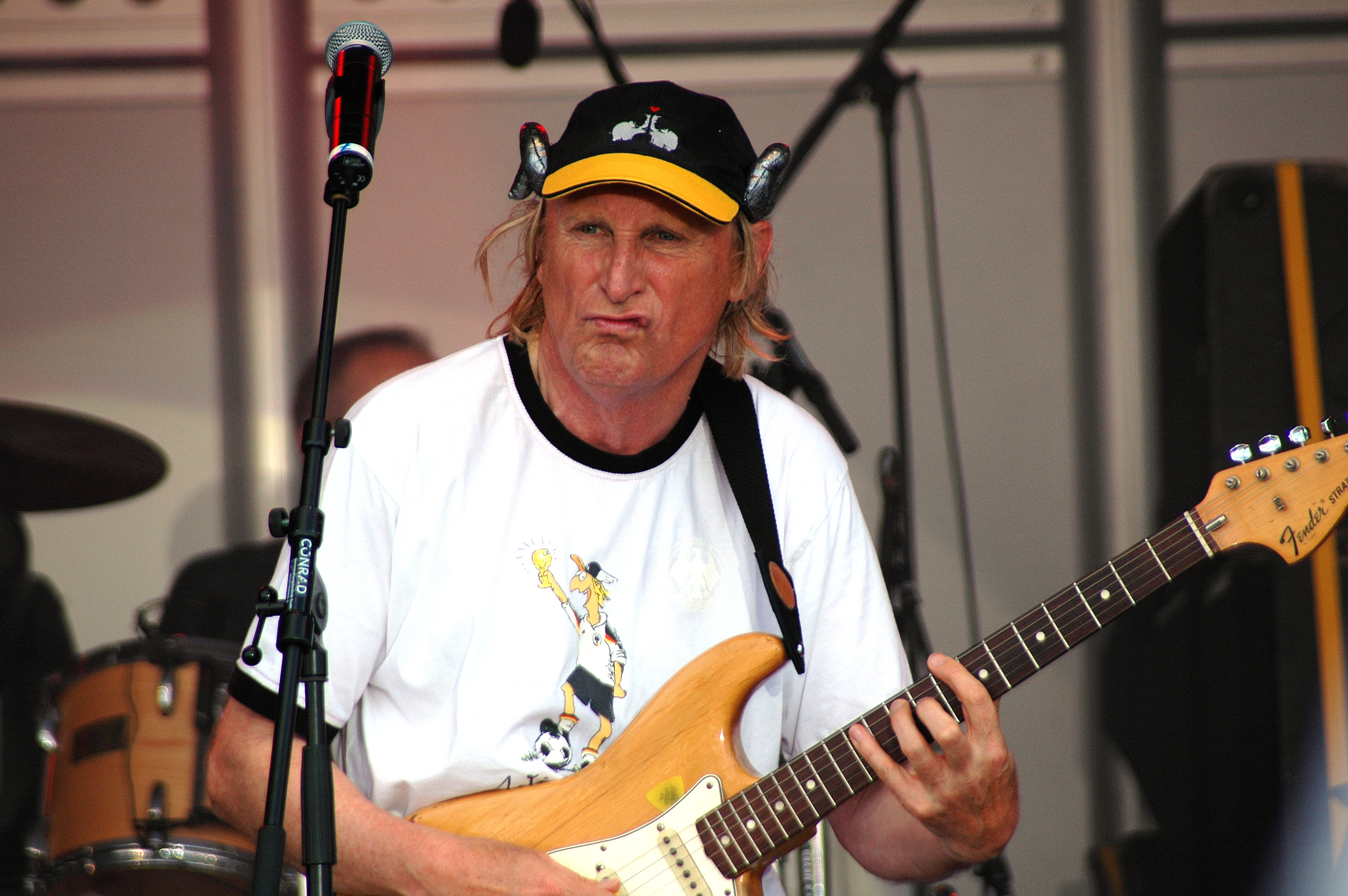
Waalkes (2010)

Waalkes’ Humor beruht auf Kalauern und Wortspielen sowie albern-witziger Sprache, Geräuschen und Körpersprache. Ein stilistisches Mittel seiner Vorträge sind Parodien, beispielsweise Überarbeitungen bekannter Lieder, die er mit der Gitarre begleitet. In die humoristischen Vorträge bettet er Satire, politische Anspielungen, Zeit- und Gesellschaftskritik ein.
Die regelmäßig veröffentlichten Otto-Bücher und vor allem die Otto-Langspielplatten wurden Verkaufsschlager, viele erreichten Spitzenpositionen in den Hit- bzw. Verkaufslisten.
Waalkes gehört zu den Unterhaltungskünstlern, die den allgemeinen Sprachgebrauch beeinflusst haben; einen beträchtlichen Teil davon machen die frühen Jahre aus, in denen er überwiegend Texte der Neuen Frankfurter Schule verwendete. So geht der Ausspruch „Hast du mal ’ne Zigarette? Meine Schachtel steckt noch im Automaten!“ auf ihn zurück. Auch die Floskel „Einen hab’ ich noch!“ wird ihm häufig zugeschrieben, stammt aber tatsächlich – wie viele seiner Sprüche – von Heinz Erhardt.
Bekannte Rollennamen von Otto Waalkes sind der Reporter Harry Hirsch, Frau Suhrbier, Oberförster Pudlich sowie Herbert von Karamalz (Parodie auf Herbert von Karajan und Anspielung auf das Malzbier).

„Viele Otto-Sketche, Lieder, Reime und Geräusche gehören längst zum kollektiven Gedächtnis, sind Kulturgut geworden und werden sowohl von Erwachsenen als auch von Kindern auswendig zitiert.“

Die bekannteste von Waalkes gezeichnete Comicfigur ist der Ottifant. Die zunächst nur für die Schallplattencover von Otto genutzte Strichfigur entwickelte sich zu einer eigenständigen Comicstripfigur mit Familienanhang, deren Geschichten in diversen Zeitungen sowie in Büchern veröffentlicht wurden. Aus den Comics entstand 1993 die 13-teilige Zeichentrickserie Ottos Ottifanten, die auf RTL und Super RTL zu sehen war. 2001 folgte der Zeichentrick-Kinofilm Kommando Störtebeker mit den Ottifanten.
Neben seiner Tätigkeit auf der Bühne stand Waalkes mehrmals vor und hinter der Kamera. Seine Filme sind meist Parodien auf aktuelles Geschehen in Kultur und Öffentlichkeit und leben vor allem von Situationskomik und karikierten Figuren.

## Karriere

### 1960er Jahre
Seinen ersten Auftritt auf einer Bühne absolvierte Otto Waalkes im Hamburger Folkloreklub Danny’s Pan, wo man für fünf Mark zehn Minuten lang sein Können zeigen konnte. In seinen frühen Programmen trug Waalkes übersetzte Sketche aus dem Stand-up-Programm von Woody Allen vor und benutzte sie in leicht abgewandelter oder gekürzter Form.
1964 trat er erstmals mit seiner Band The Rustlers, die vorwiegend Lieder der Beatles spielte, im Raum Emden öffentlich auf. Otto war der Kopf der Musikertruppe, Leadsänger und Leadgitarrist zugleich. Fünf Jahre tourte die Band vorwiegend durch Ostfriesland.

### 1970er Jahre

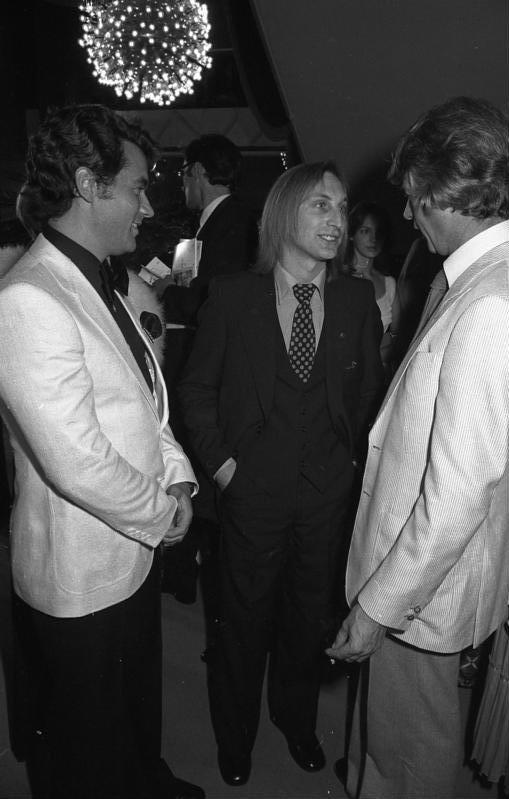
Otto Waalkes auf dem Bundeskanzlerfest 1977 mit Hans-Jürgen Bäumler (links) und Rudi Carrell (rechts)

1970 nahm er an der Hochschule für bildende Künste Hamburg – nachdem er keinen Studienplatz in Freier Malerei erhalten hatte – ein Kunstpädagogikstudium auf, übte den Lehrerberuf jedoch nie aus. Er lernte unter anderem bei Hans Thiemann. Zur Finanzierung seines Studiums trat er mit der Gitarre weiter in kleinen Clubs in Hamburg auf. Er erzählte zu seinen Liedern ein paar Witze, und wenn er mal ganz nervös das Mikrofon fallen ließ, dann entschuldigte er sich dafür. Irgendwann kamen die Entschuldigungen besser an als seine Musik und so entwickelte sich langsam seine Bühnenshow. Statt Clubs wie Onkel Pö war es später die Westfalenhalle.
Im Jahr 1972 lernte Waalkes seinen späteren Manager Hans Otto Mertens kennen, hatte mit seiner Band The Rustlers sein erstes großes Konzert in Hamburg, das er live und auf eigene Kosten mitschnitt, und gründete mit Mertens das Label Rüssl Räckords. Das Label wurde gegründet, da keine Plattenfirma die Live-Mitschnitte Waalkes’ veröffentlichen wollte. Noch im gleichen Jahr erschien die LP Otto, die sich 500.000 Mal verkaufte. Außer Otto selbst veröffentlichten unter anderem Vince Weber und Schulzke’s Skandal Trupp auf Rüssl Räckords.
1973 machte er mit dem Autor und Zeichner Robert Gernhardt eine weitere Bekanntschaft, nachdem er sich fälschlicherweise als Verfasser eines Gedichts ausgegeben hatte, das auf der von Gernhardt betreuten Humorseite WimS der Zeitschrift pardon erschienen war und das Waalkes bei seinen Bühnenauftritten vortrug. Damit begann eine jahrzehntelange Zusammenarbeit, zunächst bei Waalkes’ Fernseh-Shows, später gab Gernhardt auch Waalkes’ Bücher heraus und war an den Drehbüchern der Otto-Filme beteiligt, an denen außerdem auch Pit Knorr und Bernd Eilert mitarbeiteten. Waalkes ließ sich in den folgenden 30 Jahren von dem Autorenteam Gernhardt/Eilert/Knorr viele Bühnen- und Fernsehprogramme schreiben.
Ebenfalls 1973 brachte seine erste Fernsehshow OTTO SHOW mit Einschaltquoten bis zu 15 % den endgültigen Durchbruch. Sie wurde am 27. August 1973 mit kleinem Publikum und mit Auftritten von Gästen (unter anderem des Gitarristen und Sängers Peter Horton) ausgestrahlt. In dieser Sendung war der Sketch Englischkurs mit Peter, Paul und Mary zu sehen und hören. Ein Jahr später erschien die zweite LP mit dem Titel OTTO, die Zweite, während Waalkes im selben Jahr seine erste Goldene Schallplatte für über 250.000 verkaufte Exemplare der LP „OTTO“ erhielt und seine zweite Sendung unter gleichem Namen auf WDR und ARD bis zu 20 % Sehbeteiligung hatte. 1975 folgten die nächste LP Oh, OTTO, die nächste Show mit bis 44 % der Fernsehzuschauer und die zweite sowie dritte Goldene Schallplatte, die in Köln verliehen wurden.
1975 gründete Waalkes die Rüssl Musikverlag GmbH und die Rüssl Video & Audio GmbH. Die im Laufe der Jahre 1974 bis 1979 ausgestrahlten Otto-Shows II bis VII sowie „So ein Otto“ und „Ein neues Programm von und mit Otto Waalkes“ (beide 1981) wurden Publikumsrenner und machten Waalkes zu einem der populärsten Komiker des deutschen Fernsehens der 1970er und frühen 1980er Jahre.
1976 moderierte Waalkes seine vierte Fernsehshow im Ersten und im WDR und erhielt den Bambi der Illustrierten Bunte. Ein Jahr später wurde er mit der Goldenen Kamera der HÖRZU ausgezeichnet, veröffentlichte seine vierte Platte und sendete seine fünfte Show. 1978 erschien die fünfte LP, ferner trat Otto in der Hamburger Staatsoper als Gerichtsdiener Frosch in der Fledermaus von Strauss auf. Außerdem bekam er den Goldenen Elefanten für 125.000 in Österreich verkaufte Langspielplatten. Die sechste Show im Ersten und im WDR folgte ebenfalls bald. 1979 wurde der Komiker mit einer Platin- und drei Goldenen Schallplatten sowie der Goldenen Westfalenhalle prämiert und brachte seine sechste LP auf den Markt.

### 1980er Jahre

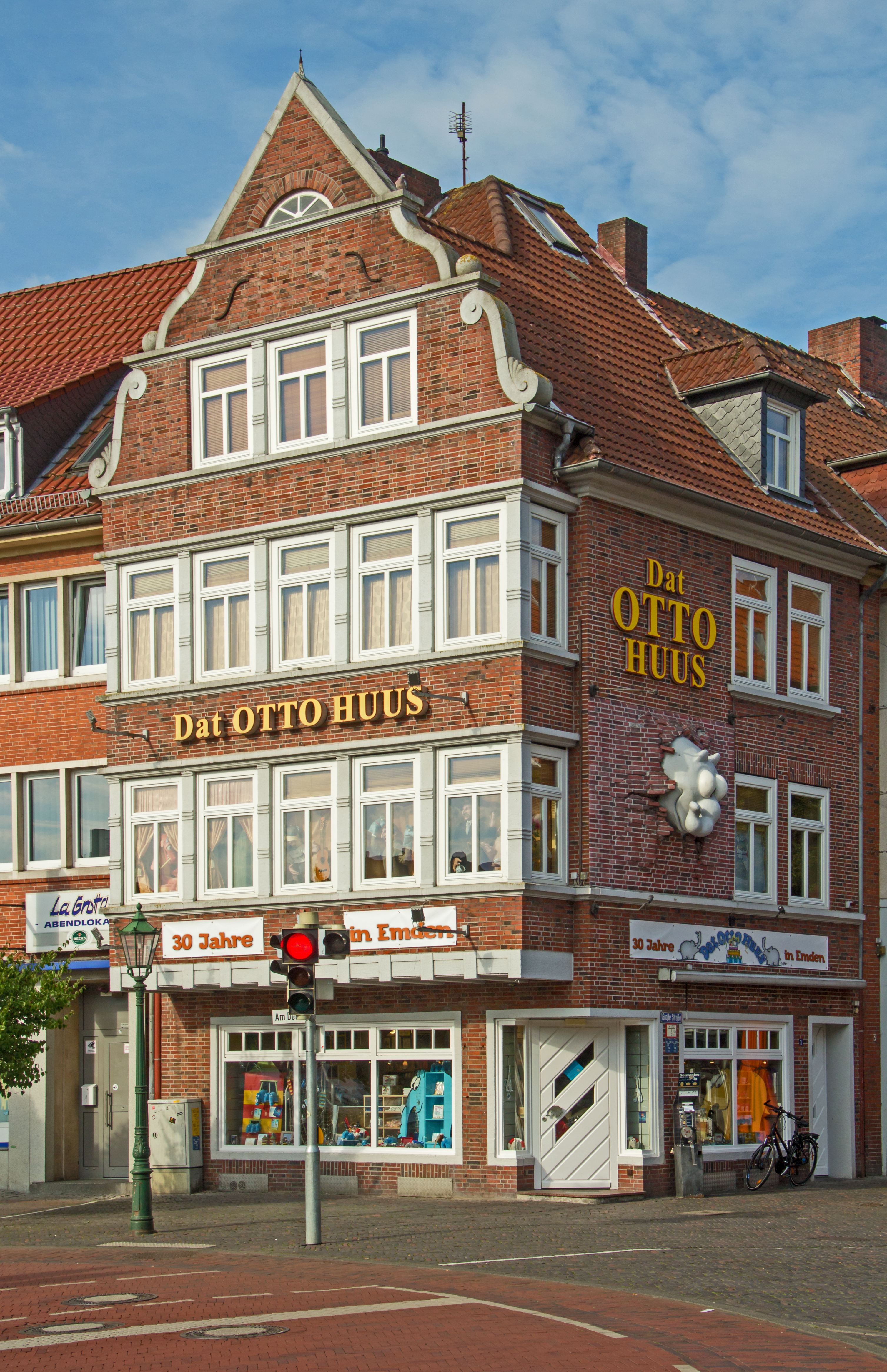
„Dat Otto Huus“ in Emden

1980 erschien die erste Ausgabe von Das Buch OTTO im Hoffmann-und-Campe-Verlag. Autoren sind Waalkes und Autorengruppe Robert Gernhardt, Bernd Eilert und Peter Knorr, die auch für die Bühnenprogramme verantwortlich sind. Im selben Jahr überlebte er nur knapp einen Hotelbrand in Las Vegas.
Im Jahr 1981 folgte die siebte Schallplatte. Das Jahr 1982 brachte ihm den Video Bambi durch Bild+Funk ein und die achte LP wurde herausgebracht. 1983 ging er auf Deutschlandtournee und veröffentlichte die Platten Nummer neun und zehn. 1984 folgte mit Das zweite Buch OTTO ein weiteres Buch vom gleichen Autorenteam, das im Verlag Rasch und Röhring herausgegeben wurde.
Von 1982 bis 1988 führte Waalkes Regie bei der ZDF-Sendung Ronny’s Pop Show, einer 45-minütigen Popmusiksendung mit aktuellen Videoclips. Moderiert wurde die Sendung von Ronny, einem kleinen Schimpansen in Jeans-Jacke, dem Waalkes seine Stimme lieh und der zwischen den Videoclips kleine Gags bis zu ganzen Sketchen zeigte. Waalkes hatte die Idee zur Sendung und war für die Zwischenmoderationen verantwortlich.
Die letzte reguläre Fernseh-Show mit dem Namen Hilfe, Otto kommt strahlte das ZDF 1983 aus. Sie enthielt die noch immer populäre Hänsel-und-Gretel-Interpretation im Gewand der damals verbreiteten Musik der Neuen Deutschen Welle. 1985 wandte sich Waalkes dem Kino zu. Seine erste Produktion lief unter dem Titel Otto – Der Film.
Am 1. August 1987 eröffnete er in seiner Heimatstadt Emden „Dat Otto Huus“ in einer ehemaligen, umgebauten alten Apotheke in der Nähe des Rathauses am Delft. Geschäftsführer wurde sein damaliger Manager Hartmut Fischer. Im ersten und zweiten Stockwerk befindet sich ein Museum, in welchem Erinnerungsstücke aus der Anfangszeit seiner Karriere ausgestellt sind. Hier sind unter anderem Ottos erste Bartstoppeln, ein Otto-Foto aus Konfirmandentagen sowie sein erstes Kaugummi zu bewundern. Im Erdgeschoss werden Fanartikel verkauft, wie etwa die berühmten Ottifanten als Plüschtiere.

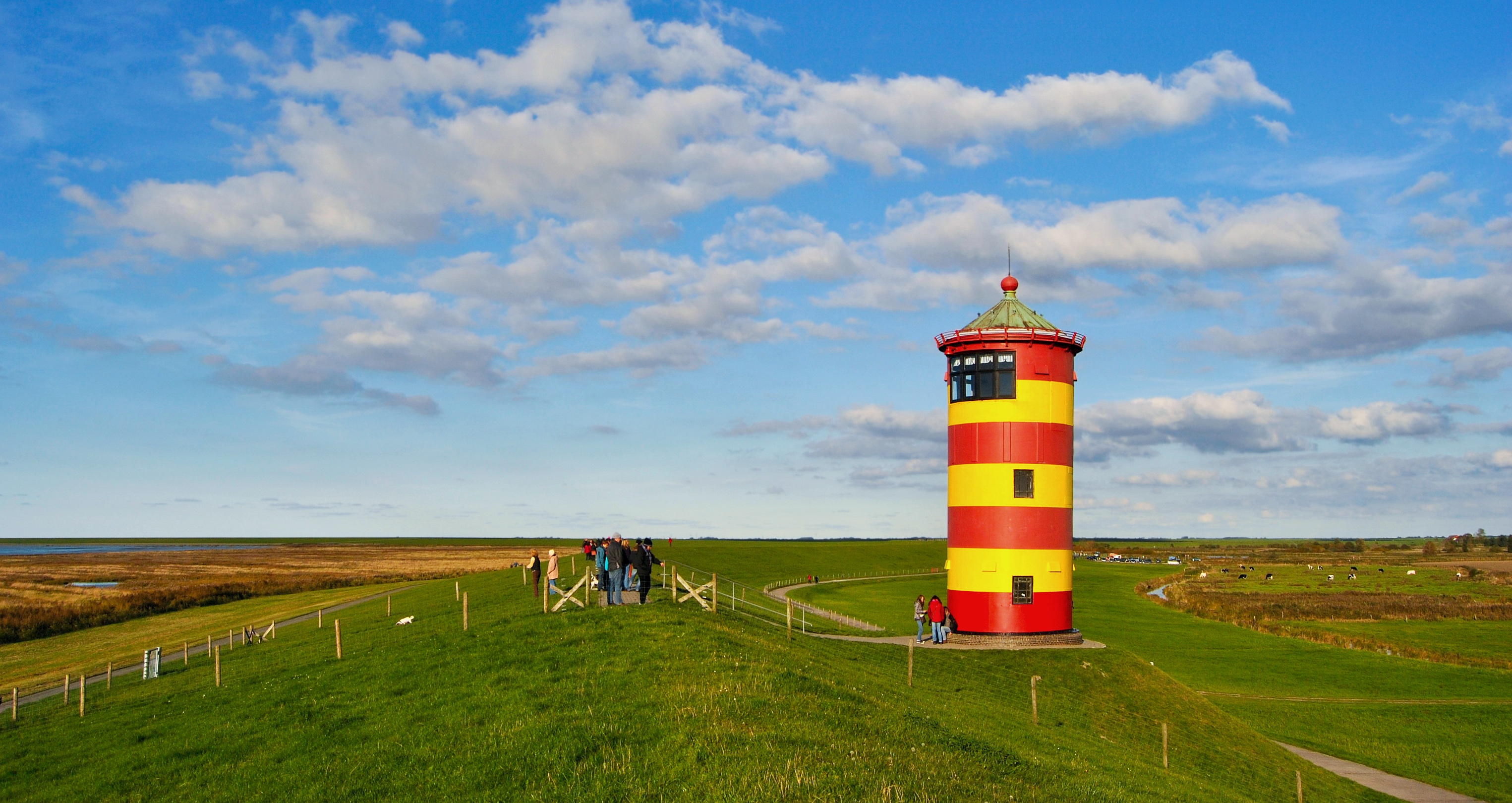
Pilsumer Leuchtturm, Ottos Wohnung im Film Otto – Der Außerfriesische

Im Zusammenhang mit Filmproduktionen hielt sich Waalkes auch in Amerika auf, wohin ihn Hartmut Fischer begleitete. Einige Szenen in seinen Filmen entstanden in den USA, so etwa in Otto – Der Außerfriesische. Dieser Film kam im Juli 1989 als dritter Kinofilm von und mit Otto in die Kinos. Im Film dient der markante rot-gelb-rote Pilsumer Leuchtturm Otto als Wohnung. Durch den Film wurde der Leuchtturm auf dem Nordseedeich, unweit des zur Gemeinde Krummhörn gehörenden Ortes Pilsum, bundesweit bekannt. Der Turm ist eines der bekanntesten Wahrzeichen Ostfrieslands.

### 1990er Jahre
Seit 1992 tritt Waalkes immer wieder mit seiner Band Otto & die Friesenjungs auf. Die Gründung geschah auf Anregung von Ottos Freund, dem Filmproduzenten der Karl-May-Filme und Edgar-Wallace-Adaptionen, Horst Wendlandt. Das Debüt gab die Band im Juli 1992 in einem kleinen Club in Berlin. Auftritte bei Rock am Ring 1995 und auf der Silvesterparty 2000 am Brandenburger Tor in Berlin folgten.
1993 war Otto Waalkes Stimme in einer Single-Veröffentlichung des Titels The Bell aus Mike Oldfields Musikalbum Tubular Bells II von 1992 zu hören. Waalkes zählt in der deutschen und einer englischen Fassung die einzelnen Instrumente auf.
Nach fast elf Jahren Fernsehpause kehrte Otto Anfang 1995 mit der für RTL Television produzierten 13-teiligen Comedyserie Otto – Die Serie auf den Bildschirm zurück. Für die Serie wurden rund 250 Szenen aus 32 alten Edgar-Wallace-Filmen aufwändig digitalisiert, um anschließend Otto Waalkes in diversen Rollen in die Filmszenen einzubauen. Dabei wurden nicht nur die Dialoge nachsynchronisiert, sondern Szenen in einigen Fällen nachkoloriert und mit zusätzlichen, neu gedrehten Szenen zu Sketchen zusammengeschnitten. Der Digitalisierungsaufwand trieb die Produktionskosten auf 10 Millionen DM, bis zu diesem Zeitpunkt ein neuer Rekord für eine deutsche Comedyserie. Die Serie stieß auf ein unterschiedliches Echo. Aufgrund der rückläufigen Einschaltquoten, die nach fünf Folgen von anfangs 7,64 auf 4,11 Millionen Zuschauer sanken, sprachen manche von einem Flop.
1998 betätigte sich Otto für den 36. abendfüllenden Disney-Film Mulan, welcher frei auf Motiven der chinesischen Ballade von Hua Mulan basiert, erstmals als Synchronsprecher, indem er die Sprechrolle des Drachen Mushu, die im Original von Eddie Murphy synchronisiert wurde, übernahm. Diese Rolle übernahm er auch 2004 für die Fortsetzung Mulan 2.

### 2000er Jahre

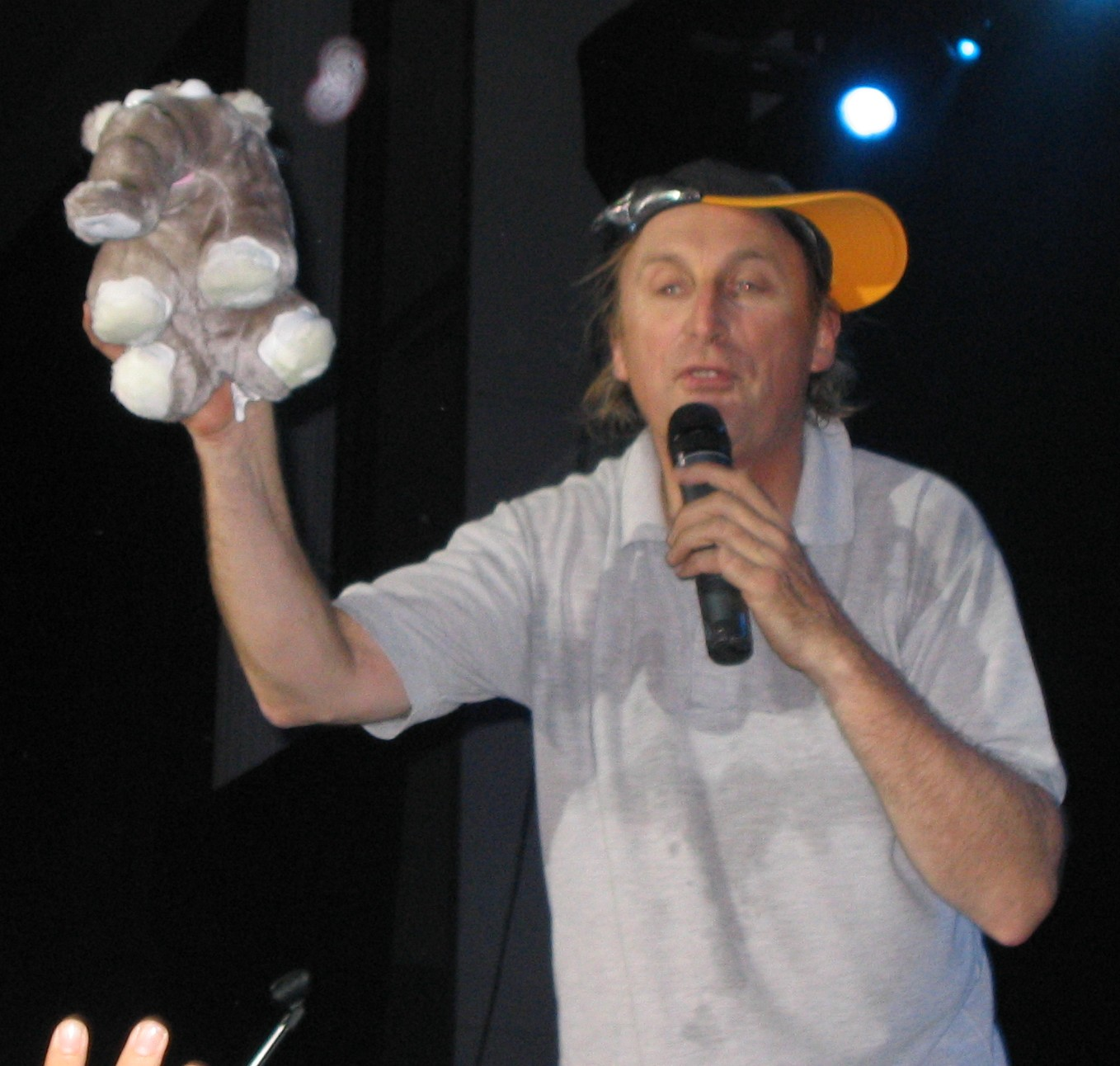
Waalkes mit Ottifant (2005)

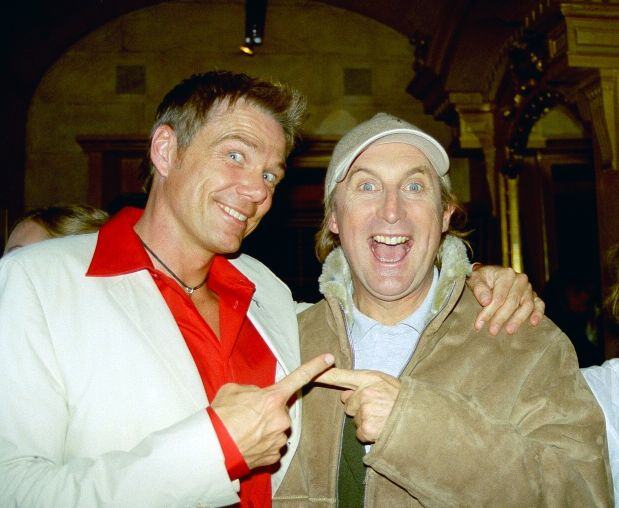
Waalkes mit Sven Unterwaldt (2006)

2002 erschien die letzte größere gemeinsame Text-Arbeit von Otto Waalkes und der Autorengruppe Robert Gernhardt, Bernd Eilert und Peter Knorr. Das Buch mit dem Titel Otto – Das Buch des Friesen ist das dritte Otto-Buch und wurde im Ullstein-Verlag veröffentlicht. Ebenfalls 2002 synchronisierte er in der deutschen Ausgabe des Zeichentrickfilms Ice Age erstmals das Faultier Sid. Aufgrund des großen Erfolgs synchronisierte er diese Figur anschließend weitere fünfmal (2006, 2009, 2012, 2016 und 2022) und drückte dem „deutschen“ Sid seinen Otto-spezifischen Stempel auf.
Im Jahr 2004 erreichte sein Film 7 Zwerge – Männer allein im Wald fast sieben Millionen Zuschauer in den deutschen Kinos. 2006 kam die Fortsetzung 7 Zwerge – Der Wald ist nicht genug in die Kinos und erhielt die Goldene Leinwand für drei Millionen Zuschauer in den ersten 18 Monaten. Der computeranimierte dritte Teil Der 7bte Zwerg kam 2014 in die deutschen Kinos.
Zum Kinofilm 7 Zwerge – Der Wald ist nicht genug erschien 2006 die Single-CD mit dem sogenannten Zwergensong, 7 Zwerge – Steh’ auf, wenn du auf Zwerge stehst. Gesungen wird der Zwergensong von Otto Waalkes und den anderen Zwergenschauspielern. Das Lied von Jacques Morali (Musik) und Bernd Eilert (Text) hielt sich 17 Wochen in den Charts in Deutschland und erreichte als höchste Position Platz 12.
Am 2. Oktober 2007 begann Waalkes eine weitere Deutschlandtournee Otto – Das Original, die er wegen des großen Erfolgs bis Oktober 2008 verlängerte. RTL strahlte am 31. Oktober 2008 eine Aufzeichnung aus sowie am 6. Juni 2008 die Sendung Happy Otto! Wir haben Grund zum Feiern, in der bekannte Otto-Sketche von anderen Komikern aufgeführt wurden und Waalkes auch selbst auftrat. Anlass war sein bevorstehender 60. Geburtstag. 2008 erscheint auch das Buch Otto – Das Werk im Carlsen-Verlag. Im Buch wurden die besten Gags und Zeichnungen der ersten beiden Bücher Ottos sowie weiteres Material zu einem „Das Beste von Otto“ in einem Band zusammengestellt.

### 2010er Jahre
Ende 2010 startete Otto mit Otto’s Eleven seinen bisher letzten Otto-Kinofilm. Mit dem Regisseur Sven Unterwaldt hatte er schon bei den 7-Zwerge-Filmen zusammengearbeitet. Ähnlich wie bei Ocean’s Eleven geht es in dem Film um einen Überfall auf ein Spielkasino. Den Film sahen rund eine Million Zuschauer, er blieb jedoch hinter den Erwartungen zurück.
2011 absolvierte er einen Gastauftritt bei den Dreharbeiten zur 65. Folge der ZDF-Serie Das Traumschiff. an der Seite vieler prominenter Schauspieler an Bord der Deutschland auf der Reise von New York über Savannah bis nach Salvador da Bahia in Brasilien. 2012 wirkte er  als Hauptdarsteller in dem Kurzfilm Otto der Superfriese von Willy Bogner mit, der auf der Paradiso-Hütte in St. Moritz in der Schweiz gedreht wurde. In dem Film versucht Otto, mit Hilfe von sportlichen Höchstleistungen eine junge Blondine, gespielt von Sophia Thomalla, zu beeindrucken.
In dem im Dezember 2015 nach dem gleichnamigen Kinderbuch von Sabine Ludwig uraufgeführten Kino-Kinderfilm Hilfe, ich hab meine Lehrerin geschrumpft war er als Schulgeist Otto Leonhard zu sehen. In der Fortsetzung Hilfe, ich hab meine Eltern geschrumpft, war er ab Januar 2018 erneut auf der Kinoleinwand in dieser Rolle zu sehen.
Im Dezember 2016 nahm Waalkes für Die Sendung mit dem Elefanten Rolf Zuckowskis Lied In der Weihnachtsbäckerei in einer eigenen Interpretation neu auf und drehte dazu auch ein Musikvideo. Er interpretierte das Lied auch in der ARD-Sendung Das Adventsfest der 100.000 Lichter.
Seit 2016 kam es zu Auseinandersetzungen zwischen Waalkes und seinem langjährigen Manager Mertens, nachdem Waalkes dessen Beteiligung an den Tournee-Einnahmen von 15 % auf 10 % gekürzt hatte. In Folge der Auseinandersetzungen kündigte Waalkes den Vertrag mit Mertens, der daraufhin vor dem Landgericht Hamburg auf Zahlung von über 52.844 Euro klagte. Eine außergerichtliche Einigung erfolgte 2021, nachdem Mertens seine Klage zurückgezogen hatte.
Seit 2018 ist Otto auf der Hamburger Modelleisenbahnanlage Miniatur Wunderland im Miniatur-Format auf einer dafür gebauten Showbühne zu sehen.
Im April 2018 startete im Hamburger Caricatura Museum eine halbjährige Kunstausstellung mit Gemälden von Otto Waalkes, die anschließend für ein halbes Jahr im Hamburger Museum für Kunst und Gewerbe MGK fortgesetzt wurde. Von Juni bis September 2019 fand in der Kunsthalle Emden die Ausstellung Coming Home – He kummt na Huus statt.

### 2020er Jahre
In der Neuverfilmung von Catweazle, die am 1. Juli 2021 in die Kinos kam, spielt Otto die Titelrolle. Im September 2021 startete mit Hilfe, ich hab meine Freunde geschrumpft der dritte und letzte Teil der Hilfe-Trilogie und die Fortsetzung von Hilfe, ich hab meine Lehrerin geschrumpft (2015) und Hilfe, ich hab meine Eltern geschrumpft (2018) in den Kinos, in welchem Waalkes ein weiteres Mal die Rolle des Schulgeists Otto Leonhard übernahm. Ende 2021 drehte der NDR die Sendung Otto Fröhliche – Advent, Advents mit Otto und Friends mit zahlreichen Gästen, darunter Oliver Pocher, Tahnee, Matze Knop, Max Raabe, Stefanie Heinzmann, Florian Silbereisen, Dieter Hallervorden und Uschi Glas.
Am 25. Mai 2023 erschien die Single Friesenjung in Kollaboration mit dem deutschen Rapper Ski Aggu und den niederländischen Rapper Joost Klein. Das Lied stellt eine Neuinterpretation des gleichnamigen Titels von 1993 von Otto Waalkes (nach dem Song Englishman in New York von Sting) dar und erreichte in Deutschland und Österreich Platz eins der Singlecharts. Für alle drei Künstler war es der erste Nummer-eins-Hit ihrer Karriere.
Unter dem Motto „Hallo Hamburg – Hallo Otto“ wurden im Oktober 2023 die Container des Global Gates im Hamburger Hafen am Cruise Center Altona aufgestellt und mit Werken von Otto Waalkes behängt. Dabei handelt es sich um Nachempfindungen der Kunstgeschichte, in die er sich selbst oder Ottifanten versteckt hat. An die Stelle des obersten Containers wurden vier Ottifanten mit über drei Metern Höhe gesetzt. Von Juni bis 5. November 2023 wurden die Bilder, ergänzt um Filmplakate, Originalrequisiten und Filmaufnahmen, im Museum der Phantasie in Bernried am Starnberger See gezeigt. Darüber hinaus erschien im Oktober 2023 ein Buch mit 75 „Meisterwärken“.

## Ehrungen

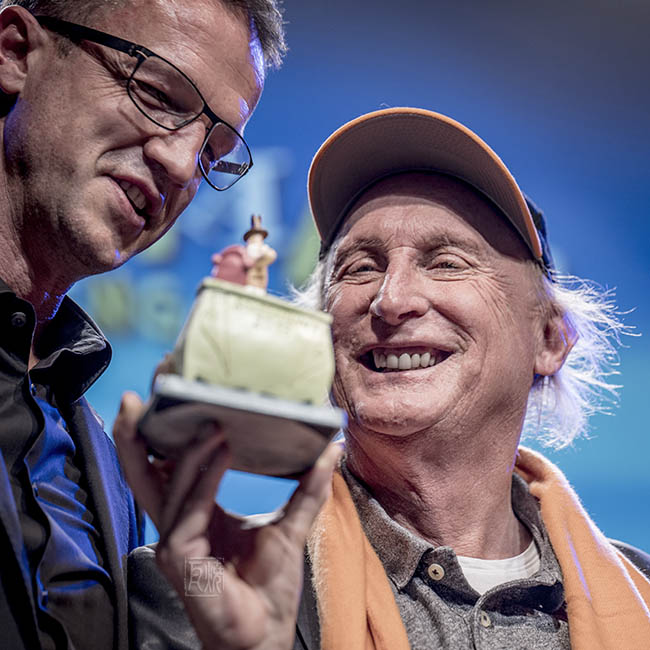
Otto Waalkes und Fredi Bobic bei der Sondermann-Preisverleihung (2018)

Am 30. Dezember 2015 sendete das ZDF zu Ottos 50-jährigem Bühnenjubiläum die in Offenburg aufgezeichnete, von Johannes B. Kerner moderierte zweieinhalbstündige Fernsehshow Otto – Geboren um zu blödeln und ehrte damit den Komiker mit einem Karriere-Rückblick unter Mitwirkung von Waalkes selbst sowie Weggefährten von Bühne und Film, prominenten Komikern, Schauspielern und Musikern.
Neben zahlreichen weiteren Auszeichnungen erhielt Waalkes 2018 für sein Lebenswerk das Bundesverdienstkreuz 1. Klasse. Ebenfalls für sein Lebenswerk wurde ihm im selben Jahr der Sondermann-Preis („Oscar der Komischen Kunst“) verliehen, und von Fredi Bobic im Rahmen der Sondermann-Gala in der Brotfabrik Frankfurt überreicht.
Zu seinem 75. Geburtstag schrieb Bundespräsident Frank-Walter Steinmeier: „Mit Autoren der 'Neuen Frankfurter Schule' wie Bernd Eilert, Robert Gernhardt und Peter Knorr haben Sie zusammengearbeitet und viele Texte im Auftrag des höheren Blödsinns verfasst. Die Abgründe des Lebens ins Satirische und die Unwägbarkeiten des Lebens ins Komische zu verwandeln, mit dieser Kunst begeistern Sie bis heute Ihr Publikum. Mit Ihrem Wirken bereichern Sie das kulturelle Leben in unserem Land.“

## Kritik
35 Jahre nach Kinostart der Filmkomödie Otto – Der Film, die 1985 in die Kinos kam, wurde debattiert, ob eine Szene in dem Film, in der mehrfach der – damals noch gebräuchliche – Begriff Neger genannt wird, rassistisch ist. Kritiker, unter anderem von der Initiative Schwarze Menschen in Deutschland, werfen Otto darin kulturell unsensible bis rassistische Äußerungen vor. Matthias Wendlandt, Geschäftsführer der Produktionsfirma, wies den Rassismusvorwurf in der Frankfurter Allgemeinen Zeitung als Missverständnis zurück. Die „bloße Nennung bestimmter Begriffe“ genüge zum Beweis des Vorwurfs nicht. In der taz wurde die umstrittene Szene verteidigt. Otto selbst lehnt nach Angaben seiner Sprecherin jedes Interview zu dem Thema ab.
Im August 2023 hat der WDR in seiner Mediathek den neun Aufzeichnungen von Die Otto-Show aus dem Jahr 1973 einen Warnhinweis vorangestellt, der als Texttafel eingeblendet und von einer Sprecherin verlesen wird: „Das folgende Programm wird, als Bestandteil der Fernsehgeschichte, in seiner ursprünglichen Form gezeigt. Es enthält Passagen, die heute als diskriminierend betrachtet werden.“ Im Vorspann der heute-show am 8. September 2023 hatte Otto Waalkes einen etwa 37-sekündigen Auftritt, wo er hierauf im Sinne einer Replik Bezug nehmen konnte.

## Diskografie
Bühnenaufzeichnungen

| Jahr | Titel Musiklabel                                  | Höchstplatzierung, Gesamtwochen/‑monate, AuszeichnungChartplatzierungen (Jahr, Titel, Musiklabel, Platzierungen, Wochen/Monate, Auszeichnungen, Anmerkungen) | Höchstplatzierung, Gesamtwochen/‑monate, AuszeichnungChartplatzierungen (Jahr, Titel, Musiklabel, Platzierungen, Wochen/Monate, Auszeichnungen, Anmerkungen) | Höchstplatzierung, Gesamtwochen/‑monate, AuszeichnungChartplatzierungen (Jahr, Titel, Musiklabel, Platzierungen, Wochen/Monate, Auszeichnungen, Anmerkungen) | Anmerkungen                                            |
| Jahr | Titel Musiklabel                                  | DE | AT | CH | Anmerkungen                                            |
| ---- | ------------------------------------------------- | --- | --- | --- | ------------------------------------------------------ |
| 1972 | Otto Live Membran Records (Membran)               | — | — | — | Erstveröffentlichung: 1972                             |
| 1973 | Otto – Live im Audimax Rüssl Räckords (Rüssl)     | DE1 Platin · (16 Mt.)DE | — | — | Erstveröffentlichung: März 1973 Verkäufe: + 500.000    |
| 1974 | Otto – Die Zweite Rüssl Räckords (EMI)            | DE1 Gold · (14 Mt.)DE | — | — | Erstveröffentlichung: April 1974 Verkäufe: + 250.000   |
| 1975 | Oh, Otto Rüssl Räckords (EMI)                     | DE2 Platin · (10 Mt.)DE | AT3 (6 Mt.)AT | — | Erstveröffentlichung: April 1975 Verkäufe: + 500.000   |
| 1976 | Otto – Das vierte Programm Rüssl Räckords (EMI)   | DE1 Gold · (10 Mt.)DE | AT2 (5 Mt.)AT | — | Erstveröffentlichung: April 1976 Verkäufe: + 250.000   |
| 1977 | Das Wort zum Montag Rüssl Räckords (EMI)          | DE4 Gold · (6½ Mt.)DE | AT5 (6 Mt.)AT | — | Erstveröffentlichung: März 1977 Verkäufe: + 250.000    |
| 1978 | Ottocolor Rüssl Räckords (EMI)                    | DE7 Gold · (26 Wo.)DE | AT4 (5 Mt.)AT | — | Erstveröffentlichung: April 1978 Verkäufe: + 250.000   |
| 1979 | Der ostfriesische Götterbote Rüssl Räckords (EMI) | DE2 ×2Doppelplatin · (22 Wo.)DE | AT11 (2 Mt.)AT | — | Erstveröffentlichung: April 1979 Verkäufe: + 1.000.000 |
| 1981 | Otto versaut Hamburg Rüssl Räckords (EMI)         | DE7 Gold · (20 Wo.)DE | AT4 (3½ Mt.)AT | — | Erstveröffentlichung: Oktober 1981 Verkäufe: + 250.000 |
| 1983 | Hilfe Otto kommt! Rüssl Räckords (EMI)            | DE4 Gold · (19 Wo.)DE | AT1 (4½ Mt.)AT | CH8 (20 Wo.)CH | Erstveröffentlichung: 1983 Verkäufe: + 250.000         |
| 1996 | Live! Polydor (PolyGram)                          | DE11 Gold · (22 Wo.)DE | AT16 (14 Wo.)AT | CH12 (8 Wo.)CH | Erstveröffentlichung: 13. Mai 1996 Verkäufe: + 25.000  |
| 1998 | … einen hab ich noch! Polydor (PolyGram)          | DE25 (13 Wo.)DE | AT49 (2 Wo.)AT | CH41 (1 Wo.)CH | Erstveröffentlichung: 9. November 1998                 |
| 2002 | Only Otto Polydor (PolyGram)                      | DE28 (7 Wo.)DE | — | — | Erstveröffentlichung: 13. Mai 2002                     |

grau schraffiert: keine Chartdaten aus diesem Jahr verfügbar

## Filmografie

Otto – Der Film, 1985

Otto – Der neue Film, 1987

Otto – Der Außerfriesische, 1989

### Spielfilme

#### Kinofilme
- 1985: Otto – Der Film
- 1987: Otto – Der neue Film
- 1989: Otto – Der Außerfriesische
- 1992: Otto – Der Liebesfilm
- 2000: Otto – Der Katastrofenfilm
- 2001: Kommando Störtebeker
- 2004: 7 Zwerge – Männer allein im Wald
- 2006: 7 Zwerge – Der Wald ist nicht genug
- 2010: Otto’s Eleven
- 2015: Kartoffelsalat – Nicht fragen!
- 2015: Hilfe, ich hab meine Lehrerin geschrumpft (Cameo)
- 2018: Hilfe, ich hab meine Eltern geschrumpft
- 2021: Hilfe, ich hab meine Freunde geschrumpft
- 2021: Catweazle

#### Fernsehfilme
- St.-Pauli-Nacht von Sönke Wortmann (1999, Gastauftritt)
- Crazy Race 2 – Warum die Mauer wirklich fiel (2004, Nebenrolle)

### Synchronrollen
- 1993: Ottos Ottifanten (in der Rolle von Bruno Bommel) (RTL)
- 1998: Mulan (Deutsche Synchronisation, in der Rolle von Mushu)
- 2001: Kommando Störtebeker (in der Rolle von Bruno Bommel und des Papageis von Störtebeker)
- 2002: Ice Age (deutsche Synchronisation in der Rolle von Sid)
- 2002: Kingdom Hearts (Videospiel, sehr kurze Synchronrolle als Mushu aus Mulan)
- 2004: Mulan 2 (deutsche Synchronisation in der Rolle von Mushu)
- 2005: Siegfried (Synchronisation einer computeranimierten Heuschrecke)
- 2006: Ice Age 2 – Jetzt taut’s (Ice Age: The Meltdown, deutsche Synchronisation in der Rolle von Sid)
- 2006: Euronics (Nachfolgefirma von Red Zac; Werbespot)
- 2007: Lissi und der wilde Kaiser (kurze Synchronrolle als der Feldmarschall zum ersten Mal Kaiserschmarrn vorführt)
- 2009: Ice Age 3 – Die Dinosaurier sind los (Ice Age: Dawn of the Dinosaurs, deutsche Synchronisation in der Rolle von Sid)
- 2011: Ice Age – Eine coole Bescherung (Ice Age: A Mammoth Christmas, deutsche Synchronisation in der Rolle von Sid)
- 2012: Ice Age 4 – Voll verschoben (Ice Age: Continental Drift, deutsche Synchronisation in der Rolle von Sid)
- 2013: Dinosaurier 3D – Im Reich der Giganten (Walking with Dinosaurs, deutsche Synchronisation in der Rolle von Alex)
- 2014: Der 7bte Zwerg (in der Rolle von Bubi)
- 2016: Ice Age 5 – Kollision voraus! (Ice Age: Collision Course, deutsche Synchronisation in der Rolle von Sid)
- 2018: Der Grinch (The Grinch, deutsche Synchronisation in der Rolle des Grinch)
- 2022: Ice Age – Die Abenteuer von Buck Wild (The Ice Age Adventures of Buck Wild, deutsche Synchronisation in der Rolle von Sid)

### Fernsehen
- Die Otto-Show (WDR, 27. August 1973)
- Otto – MCVKIIRVIII (WDR, 6. Juli 1974)
- Otto – Das 3. Programm (WDR, 22. September 1975)
- Otto IV (WDR, 6. September 1976)
- Otto V (WDR, 28. November 1977)
- Die Otto-Show VI (WDR, 23. November 1978)
- Die Otto-Show VII (WDR, 6. Dezember 1979)
- So ein Otto (WDR, 4. April 1981)
- Ein neues Programm von und mit Otto Waalkes (WDR, 26. November 1981)
- Hilfe, Otto kommt! (ZDF, 1983)
- Ronny’s Pop Show (ZDF, 1982–1990)
- Ottos Ottifanten (RTL, 1993)
- Otto – Die Serie (RTL, 1994)
- Rock am Ring (MTV, 1995)
- Otto – Mein Ostfriesland und mehr [Ein Star und seine Stadt] (RB, 2001)
- Only Otto (SAT.1, 2002)
- Best of OTTO (WDR, 2005)
- Happy Otto! Wir haben Grund zum Feiern (RTL, 2008)
- Otto live! Das Original (RTL, 2008)
- Otto – Geboren um zu blödeln (ZDF, 2015)
- Circus HalliGalli (ProSieben, 2016, Gastauftritt in Staffel 7 Episode 16)
- Otto live! Holdrio again (RTL, 2016)
- Ronnys Pop Show (RTL Nitro, 7 Folgen, 2017)
- Mensch Jürgen! von der Lippe wird 70 (ARD, 2018, Gastauftritt als Gratulant in Videobotschaft)
- Otto Fröhliche – Advent, Advents mit Otto und Friends (NDR, 2021, als Moderator)
- Otto Total (RTL, 2022)
- Ottos Märchenshow (RTL, 2022)
- LOL: Last One Laughing (Prime Video, 2024)

## Auszeichnungen
- 1976: Bambi – Publikumsbambi als beliebtester Fernsehliedermacher
- 1977: Goldene Kamera in der Kategorie Beste Comedy
- 1978: Goldener Elefant für 125.000 verkaufte LPs in Österreich
- 1982: Bambi – Video-Bambi
- 1984: Adolf-Grimme-Preis mit Silber für Hilfe, Otto kommt
- 1985: Bambi – Film national für Otto – Der Film
- 1986: Goldene Leinwand
- 1990: Bambi – Mini Bambi
- 1994: RSH-Gold[55]
- 1997: Echo
- 2001: Goldene Feder
- 2002: Deutscher Comedypreis für sein Lebenswerk
- 2003: Goldene Europa für 20 Jahre Comedy-Erfolg
- 2005: Göttinger Elch
- 2005: Deutscher Comedypreis – Beste Kino-Komödie für 7 Zwerge – Männer allein im Wald
- 2006: Bravo Otto (Bronze) in der Kategorie Comedy
- 2007: Unsere Besten – Komiker & Co Platz 3 (hinter Loriot und Heinz Erhardt)[56]
- 2007: Das große Kleinkunstfestival – Ehrenpreis
- 2007: Deutscher Comedypreis – Beste Kino-Komödie für 7 Zwerge – Der Wald ist nicht genug
- 2014: Bayerischer Fernsehpreis – Ehrenpreis für sein Lebenswerk
- 2014: Großes Verdienstkreuz des Landes Niedersachsen
- 2015: Bambi – Comedy
- 2018: Bayerischer Kabarettpreis – Ehrenpreis
- 2018: Ehrenbürger der Stadt Emden[57]
- 2018: Bundesverdienstkreuz 1. Klasse[48]
- 2018: Goldene Henne – Lebenswerk
- 2018: Sondermann-Preis – Lebenswerk
- 2019: Deutscher Animationssprecherpreis[58]
- 2022: Niedersächsischer Staatspreis
- 2023: Platin-Romy der Akademie für das Lebenswerk[59]
- 2023: 1 Live Krone – Bester Song für Friesenjung[60]

## Trivia
- In der deutschen Version der Single The Bell von Mike Oldfield, einer Auskopplung aus dem Album Tubular Bells II, übernahm Otto Waalkes 1992 den Part des „Zeremonienmeisters“, der die in dem Stück benutzten Instrumente kurz ankündigt. Im Original wird diese Rolle von Alan Rickman gesprochen.[61]
- Auf dem 1974 erschienenen Album Ball Pompös von Udo Lindenberg übernahm er beim Song Cowboy Rocker einen kurzen Sprechpart (Hey Baby, steig auf lass uns nach Las Vegas, die Sonne putzen!).
- Im Finale der Castingshow Bully sucht die starken Männer mit Michael Herbig wirkte er als Sensenmann bei der Entscheidung des Urobes mit.
- Otto Waalkes war Ende der 1980er Hauptsponsor des Fußballvereins Kickers Emden und hat 2005 dem Verein gestattet, den populären Ottifanten zu verwenden. Otto trägt bei ausgewählten Auftritten Fan-Kleidung des Vereins, so u. a. in Otto Fröhliche – Advent, Advents mit Otto und Friends 2021.
- Für die Videospielkonsole Mega Drive von Sega erschien 1993 das Videospiel Die Ottifanten.
- Zum 1. März 2017 gab die Deutsche Post AG ein Postwertzeichen mit 70 Cent Nennwert heraus, das einen Ottifanten mit einem Regenbogen zeigt.[62]
- Im Mai 2019 wurde im Emder Stadtrat die Umstellung von vier Ampeln in der Nähe des Otto-Huus auf ein Grünphasen-Motiv beschlossen, das Otto Waalkes in seiner berühmten Hüpfpose mit wehenden Haaren zeigt, um ihn als Emder Ehrenbürger zu würdigen.[63][64] Am 22. Juni 2019 enthüllte Otto Waalkes in Emden vor 500 Zuschauern die erste Otto-Ampel.[65][66]
- Am 23. Juni 2019 hat Otto Waalkes im Rhododendronpark Bruns in Gristede eine Rhododendron-Neuheit auf den Namen „OTTOdendron“ getauft.[67]

## Publikationen (Auswahl)
- Otto Waalkes, Robert Gernhardt, Bernd Eilert, Peter Knorr: Das Buch OTTO. Hoffmann und Campe, Hamburg 1980, ISBN 3-455-08500-8.
- Otto Waalkes, Robert Gernhardt, Bernd Eilert, Peter Knorr: Das zweite Buch OTTO. Rasch und Röhring, Hamburg 1984, ISBN 3-89136-001-0.
- Otto Waalkes, Robert Gernhardt, Bernd Eilert, Peter Knorr: OTTO – Das Buch des Friesen. Ullstein, München 2002, ISBN 3-455-08500-8.
- Otto Waalkes, Robert Gernhardt, Bernd Eilert, Peter Knorr: OTTO – Das Werk. Carlsen, Hamburg 2008, ISBN 978-3-551-68169-0.
- Otto Waalkes: Das herzallerliebste Buch zu Otto der Liebesfilm. Heyne, München 1992, ISBN 3-453-05953-0.
- Otto Waalkes, Bernd Eilert, Michel Bergmann, Renate Westphal-Lorenz mit Scribbles von Otto (Hrsg.): Otto – der Katastrofenfilm. Kein und Aber, Zürich 2000, ISBN 3-906542-17-3.
- Otto Waalkes: Ganz große Kunst, 75 Meisterwärke. Heyne, München 2023, ISBN 978-3-453-21861-1.
- Otto Waalkes: Kunst in Sicht: Neu entdeckte Meisterwerke. Piper Verlag, München 2025, ISBN 978-3-492-06589-4.